# Epoka brązu

Mapa świata ok. 2000 p.n.e.; kolorem czerwonym zaznaczono obszar występowania kultur epoki brązu

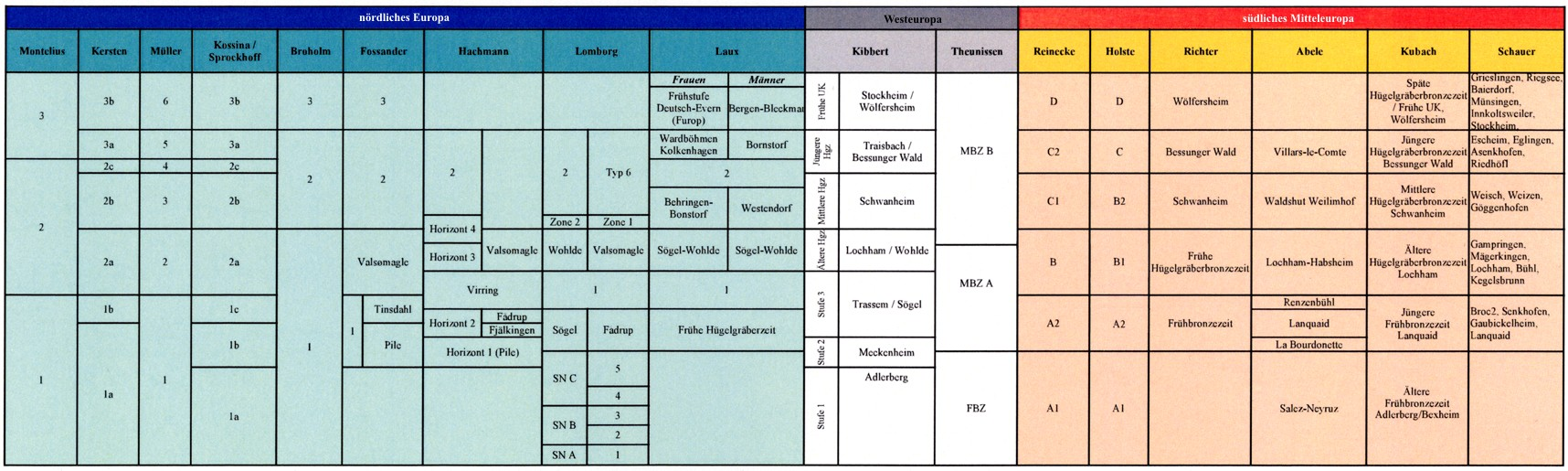
Chronologiczne schematy i podziały epoki brązu dla Europy

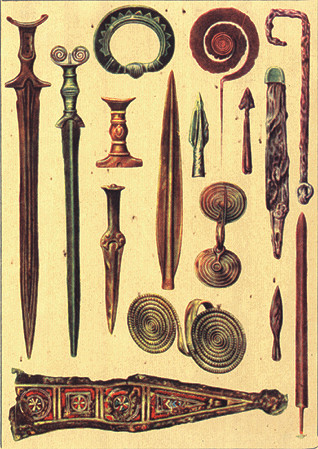
Broń i ozdoby z epoki brązu

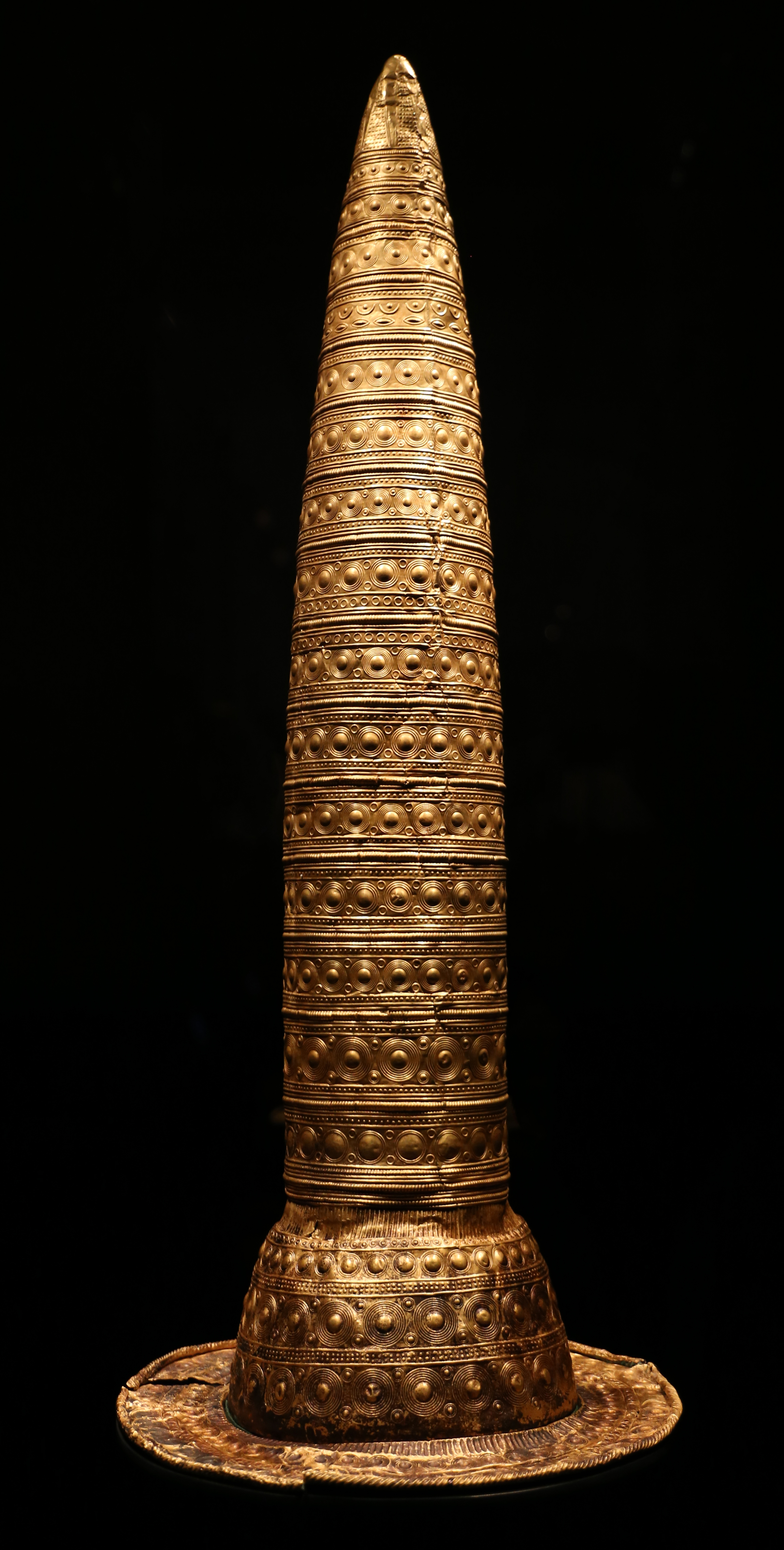
Tzw. Złoty kapelusz berliński, wyrób artystyczny z epoki brązu

Epoka brązu – epoka prehistorii, następująca po epoce kamienia, a poprzedzająca epokę żelaza.

## Ogólna charakterystyka
Epoka ta ma zróżnicowane ramy czasowe, zależne od terenu występowania. Najwcześniej, na południowym Kaukazie i w obszarze Morza Egejskiego, w III tysiącleciu p.n.e., wykształciły się ośrodki, w których opanowano umiejętność obróbki metali. W Egipcie i na Bliskim Wschodzie (Dżemdet Nasr), za początek epoki brązu przyjmuje się umownie rok 3400 p.n.e., w Europie Południowej 2800 p.n.e., na terenach dzisiejszych wschodnich Niemiec i zachodniej Polski 2200 p.n.e. Koniec epoki brązu przypada na lata 1000–700 p.n.e.
Nazwa epoki pochodzi od używanych wówczas powszechnie narzędzi z nowo wprowadzonego surowca – brązu, czyli stopu miedzi z cyną o stosunku 9:1. Przykładami przedmiotów z brązu są: siekiery, dłuta, młoty, motyki, sierpy, noże, ozdoby, broń (miecze, topory, ostrza do włóczni, groty, części pancerzy). Brąz pojawił się w Egipcie i Mezopotamii około 3500 p.n.e. Niekiedy zamiast cyny do produkcji stopu stosowano ołów lub antymon (Węgry). Brąz jako znacznie twardszy od miedzi zastąpił ją po okresie eneolitu. Jednakże nadal był materiałem na tyle miękkim, że jeszcze w ciągu jednej bitwy wykuta z niego broń odkształcała się, przez co stawała się niezdatna do dalszego użytku. Potrzebne do jego produkcji miedź i cynę uzyskiwano w kopalniach odkrywkowych.
Główne dziedziny gospodarki w czasie tej epoki to rolnictwo, hodowla bydła oraz pasterstwo. Powstanie ośrodków wytwórczych, wymiany towarów (wynalazek wozu na kołach oraz statków poruszanych wiosłami i żaglem sprzyjał rozwojowi handlu dalekosiężnego) i gromadzenia bogactw, co w konsekwencji prowadziło do wzrostu walk międzyplemiennych i międzypaństwowych.
Najbardziej znane na świecie wykopaliska z epoki brązu: Ur w Mezopotamii, Ugarit w Syrii, Troja w Azji Mniejszej.

## Początki
Nie jest znany dokładny czas i miejsce wynalezienia brązu, możliwe jednak, że dokonano tego w kilku miejscach równolegle. Technologia jego wytwarzania dotarła do Europy z Bliskiego Wschodu przez Anatolię, Bałkany i Kaukaz. Najstarsze wyroby brązowe, tzw. brązy arsenowe, wytwarzane były na Bliskim Wschodzie już w V tysiącleciu p.n.e. Na Bałkanach brąz pojawia się dopiero pomiędzy IV a początkiem drugiej połowy III tysiąclecia. Prawdopodobnie wykorzystywano głównie surowiec pochodzenia anatolijskiego i kaukaskiego, gdyż brak jest dowodów na eksploatację w tym czasie miejscowych złóż miedzi. Przełom w wytwórczości nastąpił w środkowej epoce brązu, kiedy pojawiają się częściej klasyczne brązy cynowe, które wypierają brązy arsenowe. Słabną kontakty Półwyspu Bałkańskiego z Anatolią na rzecz kontaktów z Karpatami i środkową Europą. Z biegiem czasu doprowadza to do wytworzenia się autonomicznych karpackich ośrodków brązownictwa.

## Bliski Wschód
Epokę brązu na Bliskim Wschodzie można podzielić na trzy okresy:
- Wczesną epokę brązu (3500–2000 p.n.e.)
- Środkową epokę brązu (2000–1600 p.n.e.)
- Późną epokę brązu (1600–1200 p.n.e.)

Metalurgia po raz pierwszy została poświadczona w Anatolii (dzisiejsza Turcja), gdzie tamtejsze góry kryły bogate pokłady miedzi i cyny. Wczesna epoka brązu charakteryzuje się powstawaniem zorganizowanych miast, a także wynalezieniem piśmiennictwa. Środkową epokę brązu charakteryzują wędrówki ludów, które doprowadziły do zmiany ówczesnej mapy politycznej (Amoryci, Hetyci, Hyksosi, Huryci). Późna epoka brązu to czasy kształtowania i krystalizacji wielkich i potężnych królestw (Starożytny Egipt, Asyria, Mitanni, Babilonia) oraz ich wasali. Istniały intensywne kontakty ze światem śródziemnomorskim, w których główną rolę odgrywała wymiana handlowa (miedź, cyna).
W 1200 r. p.n.e. zaczęto produkować żelazo w Anatolii.

## Indie
Epoka brązu w Indiach rozpoczyna się w 3300 r. p.n.e. i wiąże się ją z początkami cywilizacji Doliny Indusu oraz Drawidami, którzy wytwarzali już wyroby brązowe.

## Wschodnia Azja

### Chiny

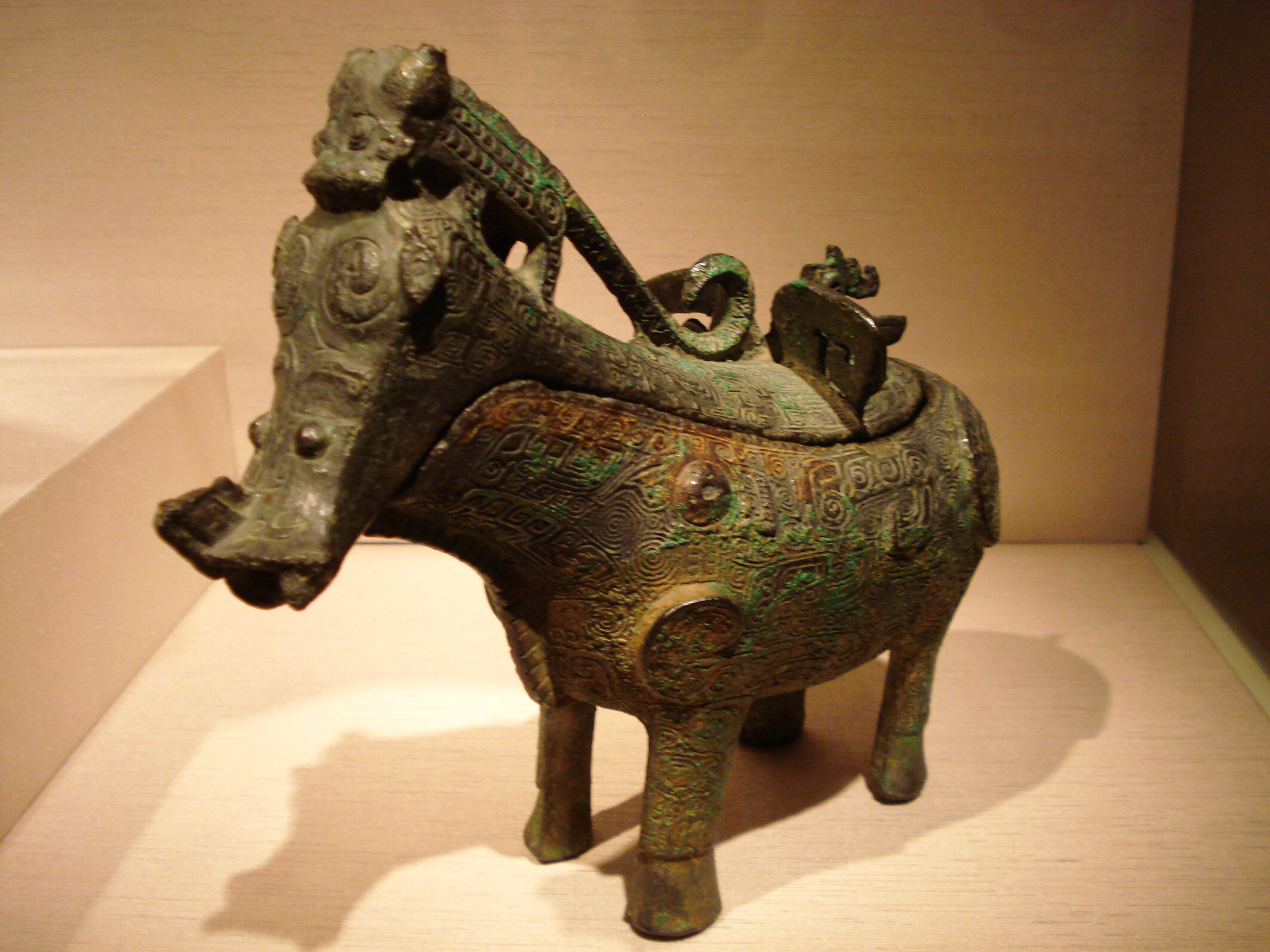
Rytualny pojemnik na wino typu gong, dynastia Shang, Chiny (zwraca uwagę precyzja odlewu zdobień). Freer and Sackler Galleries

Najwcześniejsze znaleziska brązowe pochodzą z obszarów kultury Majiayao, która datowana jest na 3100–2700 r. p.n.e. Jednak powszechnie przyjmuje się początek epoki brązu w Chinach od ok. 2000 r. p.n.e., czyli od panowania półlegendarnej dynastii Xia, ostrożnie identyfikowanej ze znaną z wykopalisk kulturą Erlitou, datowaną na 1900–1500 p.n.e.
Pełny rozkwit epoki brązu przypada na epokę Shang (ok. 2000–1500 p.n.e.), w której Chińczycy osiągają niebywałą biegłość w odlewach brązowych, zwłaszcza wielkowymiarowych naczyń rytualnych. Za czasów shangowskich zaistniało w Chinach złożone społeczeństwo o formie państwa, z dużymi miastami i rozbudowanymi formami rytualnymi oraz pismem. Obszar cywilizacji Shang zajmował większość basenu rzeki Żółtej i północną część basenu Jangcy. Zbliżone, choć oryginalne formy wyrobów brązowych prezentuje kultura Sanxingdui z Syczuanu.
Następująca po Shangach dynastia Zhou była okresem formatywnym dla kultury i cywilizacji chińskiej, w którym ukształtowały się podstawowe zasady organizacji państwa i podstawy filozofii chińskiej. Wiele zabytków piśmienniczych tego okresu zachowało się na rytualnych naczyniach brązowych (tzw. napisy na brązach). Pod koniec epoki Zhou, po III w. p.n.e. następuje w Chinach przejście do epoki żelaza, chociaż znane ono było od co najmniej VI wieku p.n.e.

### Korea
Pierwsze wyroby brązowe były produkowane w Korei około 700–600 r. p.n.e. Stop był wykorzystywany w różnego rodzaju ceremoniach, aż do 100 r. n.e.

## W rozwoju sztuki
Na wyspach Grecji rozwija się sztuka egejska. Na północy Europy wzrost znaczenia ognia, uważanego za emanację słońca, oraz opanowanie technologii związanych z ogniem spowodowały wkroczenie w krąg tajemnic (misteriów) solarnych. W Europie w tym okresie bardzo powszechny staje się kult solarny i związany z nim obrządek ciałopalny. Brąz postrzegany jest jako substytut złota – słonecznego metalu. Naczynia gliniane w formie i kolorze próbują naśladować brązowe. Popularna staje się symbolika tarczy słonecznej – tzw. dysku solarnego, koła z wpisanym w nie równoramiennym krzyżem, mandali. Występuje nasilenie się symboli troistości – trójkąty, trzykrotne powtarzanie jednego symbolu. Równie popularny jest motyw labiryntu, symbolizującego narodziny i śmierć mistyczną w obrzędach inicjacyjnych oraz herosa solarnego. Pojawia się coraz więcej scen z życia codziennego i mitologii, następuje militaryzacja sztuki.

## Epoka brązu w Europie
Charakterystyczny dla epoki brązu jest niejednolity charakter rozwijających się i zanikających kultur. W środkowym jej okresie rozpoczął się proces wyodrębniania się i krystalizowania ludów europejskich, np. reprezentujących kulturę nordyjską Germanów zamieszkujących tereny obecnych Niemiec, Danii i południowej Szwecji.

## Kultury epoki brązu

### Ważniejsze kultury epoki brązu w Europie
- kultura minojska
- kultura mykeńska
- kultura cykladzka
- kultura unietycka
- kultury pól popielnicowych
- kultury mogiłowe
- kultura apenińska
- kultura protoetruska
- kultura terramare
- kultura kurhanów sambijskich
- kultura komarowska
- kultura Noua
- kultura holihradzka
- kultura sośnicka
- kultura wysocka
- kultura białowicka
- kultura urn domkowych
- kultura trzciniecka
- kultura iwieńska
- kultura otomańska
- kultura bałtyjska
- kultura nordyjska
- kultura przedłużycka
- kultura łużycka
- kultura gawska
- kultura Glasinac

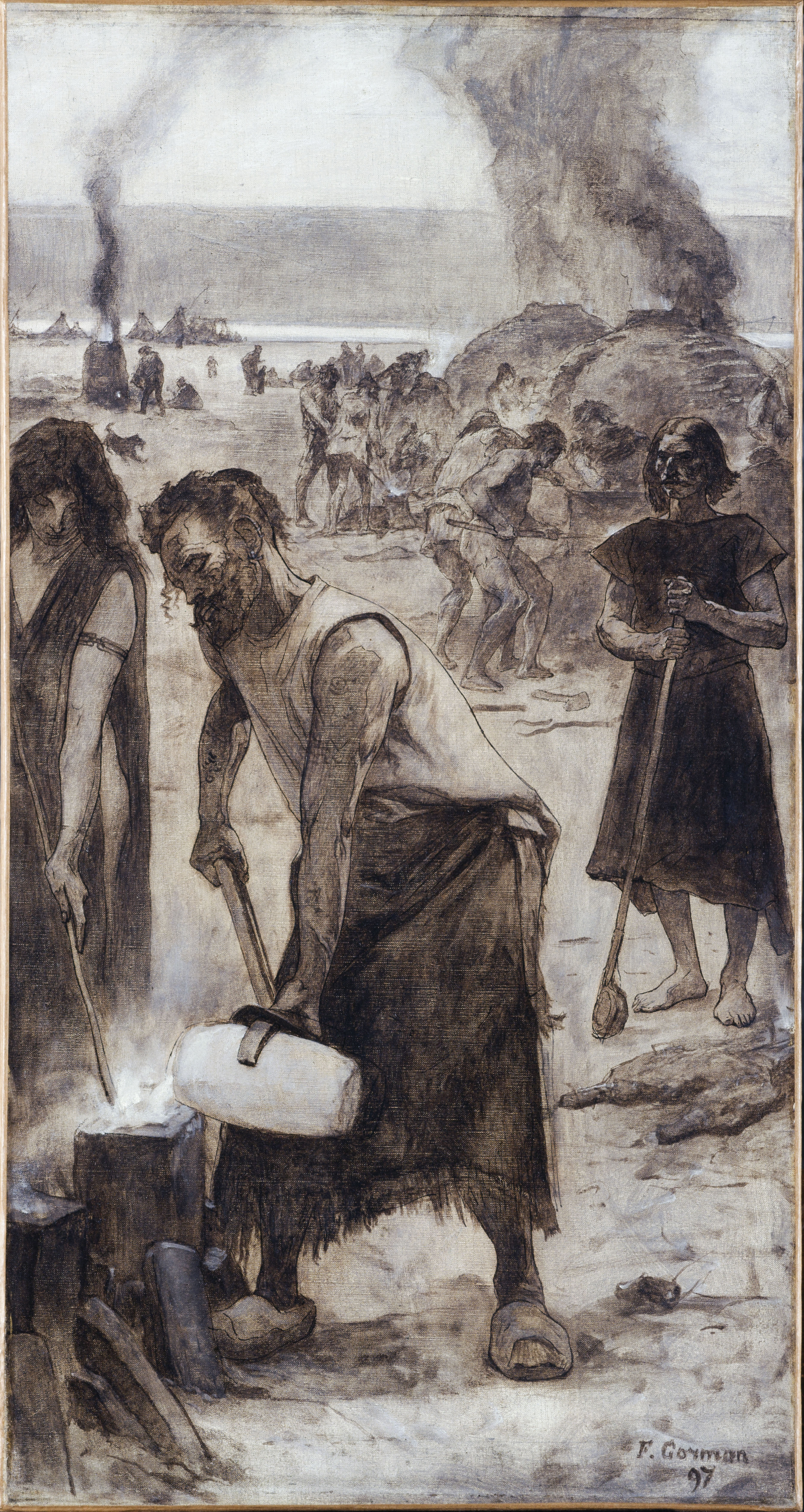
Metalurgia brązu (mal. Fernand Cormon, 1897)

Lista kultur epoki brązu i wczesnej epoki żelaza z podziałem na regiony występowania.
Najbardziej znane w Europie stanowiska archeologiczne z epoki brązu: Mykeny w Grecji, Terramare we Włoszech, El Argar w Hiszpanii, Bad Buchau w Niemczech, Unětice w Czechach.

### Epoka brązu w Polsce
| Montelius           | Reinecke            | Datowanie (regionalnie) |
| ------------------- | ------------------- | ----------------------- |
| I okres, wczesny    | fazy B2(A2), B2(B)  | 2300/2200–1700 p.n.e.   |
| II okres, starszy   | fazy B2(C1), B2(C2) | 1700–1300 p.n.e.        |
| III okres, środkowy | fazy B2(D), H(A1)   | 1300–1100 p.n.e.        |
| IV okres, młodszy   | fazy H(A2), H(B1)   | 1100–900 p.n.e.         |
| V okres, późny      | faza H(B2)          | 900–700 p.n.e.          |

Na przełomie III i II tysiąclecia p.n.e. umiejętność obróbki metali dotarła na ziemie polskie. Kultury związane z wczesną epoką brązu w zasadzie jeszcze nie znały technologii wytwarzania brązu, jednak pojawiły się pierwsze wytwory z miedzi, srebra i złota pochodzące z importów. Przyniosły je w latach 2300–2100 p.n.e. nowe grupy ludzkie z południa Europy reprezentujące kultury oparte na tradycji kultur ceramiki sznurowej: kultura strzyżowska i kultura mierzanowicka. Po nich pojawiły się kultura madziarowska i kultury związane z kulturą unietycką, do nich należą kultura grobsko-śmiardowska i kultura iwieńska. W tym czasie powstały silne ośrodki metalurgiczne.
W połowie 2 tysiąclecia ziemie polskie, w dorzeczach Odry i Wisły, znalazły się w orbicie wpływów czeskopalatynackiej i środkowodunajskiej kultury mogiłowej. W późnej epoce brązu występowała kultura łużycka, zaliczana do kręgu kultur pól popielnicowych, z tego okresu znane jest stanowisko archeologiczne w Biskupinie.